# Saint Laurent (filme)
Saint Laurent é um filme de drama biográfico francês escrito e realizado por Bertrand Bonello, que estrelou Gaspard Ulliel como Yves Saint Laurent, Jérémie Renier como Pierre Bergé, e Louis Garrel como Jacques de Bascher. O elenco coadjuvante contou com Léa Seydoux, Amira Casar, Aymeline Valade e Helmut Berger. O filme mostra a vida de Saint Laurent, durante 1967 até 1976, onde o design de moda estava no auge de sua carreira. O filme concorreu a Palma de Ouro na competição do Festival de Cannes 2014. O filme foi lançado na França em 24 de setembro de 2014. No Brasil foi exibido em 13 de novembro de 2014, e em Portugal em 27 de novembro do mesmo ano.
O filme tinha sido escolhido para representar a França ao prémio de melhor filme estrangeiro no Oscar 2015, mas acabou não sendo indicado. Em janeiro de 2015, Saint Laurent recebeu dez indicações ao César, incluindo as categorias de melhor filme, melhor realizador, melhor ator, e melhor ator secundário. O filme também recebeu cinco indicações ao Prix Lumière, onde Gaspard Ulliel venceu por melhor ator.

## Elenco

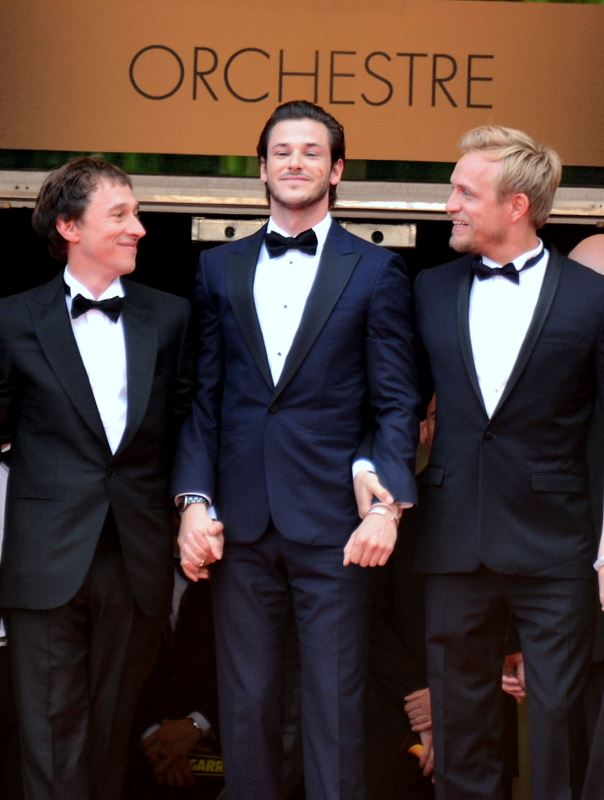
Bertrand Bonello, Gaspard Ulliel e Jérémie Renier promovendo o filme no Festival de Cannes 2014.

- Gaspard Ulliel como Yves Saint Laurent
- Jérémie Renier como Pierre Bergé
- Louis Garrel como Jacques de Bascher
- Léa Seydoux como Loulou de la Falaise
- Amira Casar como Anne-Marie Munoz
- Aymeline Valade como Betty Catroux
- Helmut Berger como Yves Saint Laurent de 1989
- Valeria Bruni Tedeschi como Madame Duzer
- Micha Lescot como Monsieur Jean-Pierre
- Jasmine Trinca como Talitah
- Valérie Donzelli como Renée
- Dominique Sanda como Lucienne

## Produção
As filmagens de Saint Laurent começaram em 30 de setembro de 2013.

## Lançamento
Originalmente o filme estava programado para ser lançado em 14 de maio de 2014. Em janeiro de 2014 o estúdio havia anunciado que o filme seria lançado em 1 de outubro de 2014. Posteriormente, a data de estreia foi alterada para 24 de setembro de 2014.
Em maio de 2014, a Sony Pictures Classics adquiriu os direitos do filme para exibição na América Norte, no Festival de Cannes 2014. O filme também foi exibido no 52° Festival de Cinema de Nova Iorque em setembro de 2014.
Em maio de 2015, o filme estreou em quatro cinemas de Nova Iorque e Los Angeles, faturando trinta e seis mil cento e trinta e seis dólares.

## Reconhecimentos
| Prémio                  | Categoria              | Destinatários e nomeados                            | Resultado |
| ----------------------- | ---------------------- | --------------------------------------------------- | --------- |
| Festival de Cannes 2014 | Palma de Ouro          | Saint Laurent                                       | Indicado  |
| 40º César               | Melhor Filme           | Saint Laurent                                       | Indicado  |
| 40º César               | Melhor Realizador      | Bertrand Bonello                                    | Indicado  |
| 40º César               | Melhor Ator            | Gaspard Ulliel                                      | Indicado  |
| 40º César               | Melhor Ator Secundário | Louis Garrel                                        | Indicado  |
| 40º César               | Melhor Ator Secundário | Jérémie Renier                                      | Indicado  |
| 40º César               | Melhor Decoração       | Katia Wyszkop                                       | Indicado  |
| 40º César               | Melhor Som             | Nicolas Cantin, Nicolas Moreau, Jean-Pierre Laforce | Indicado  |
| 40º César               | Melhor Fotografia      | Josée Deshaies                                      | Indicado  |
| 40º César               | Melhor Montagem        | Fabrice Rouaud                                      | Indicado  |
| 40º César               | Melhor Guarda-roupa    | Anaïs Romand                                        | Venceu    |
| Globes de Cristal       | Melhor Ator            | Gaspard Ulliel                                      | Indicado  |
| Prémio Louis-Delluc     | Melhor Filme           | Saint Laurent                                       | Indicado  |
| 20º Prix Lumière        | Melhor Filme           | Saint Laurent                                       | Indicado  |
| 20º Prix Lumière        | Melhor Realizador      | Bertrand Bonello                                    | Indicado  |
| 20º Prix Lumière        | Melhor Ator            | Gaspard Ulliel                                      | Venceu    |
| 20º Prix Lumière        | Melhor Argumento       | Thomas Bidegain e Bertrand Bonello                  | Indicado  |
| 20º Prix Lumière        | Melhor Cinematografia  | Josée Deshaies                                      | Indicado  |
| 5º Magritte du cinéma   | Melhor Ator Secundário | Jérémie Renier                                      | Venceu    |
| 19º Satellite Awards    | Melhor Figurino        | Anaïs Romand                                        | Indicado  |